# Религия в Габоне

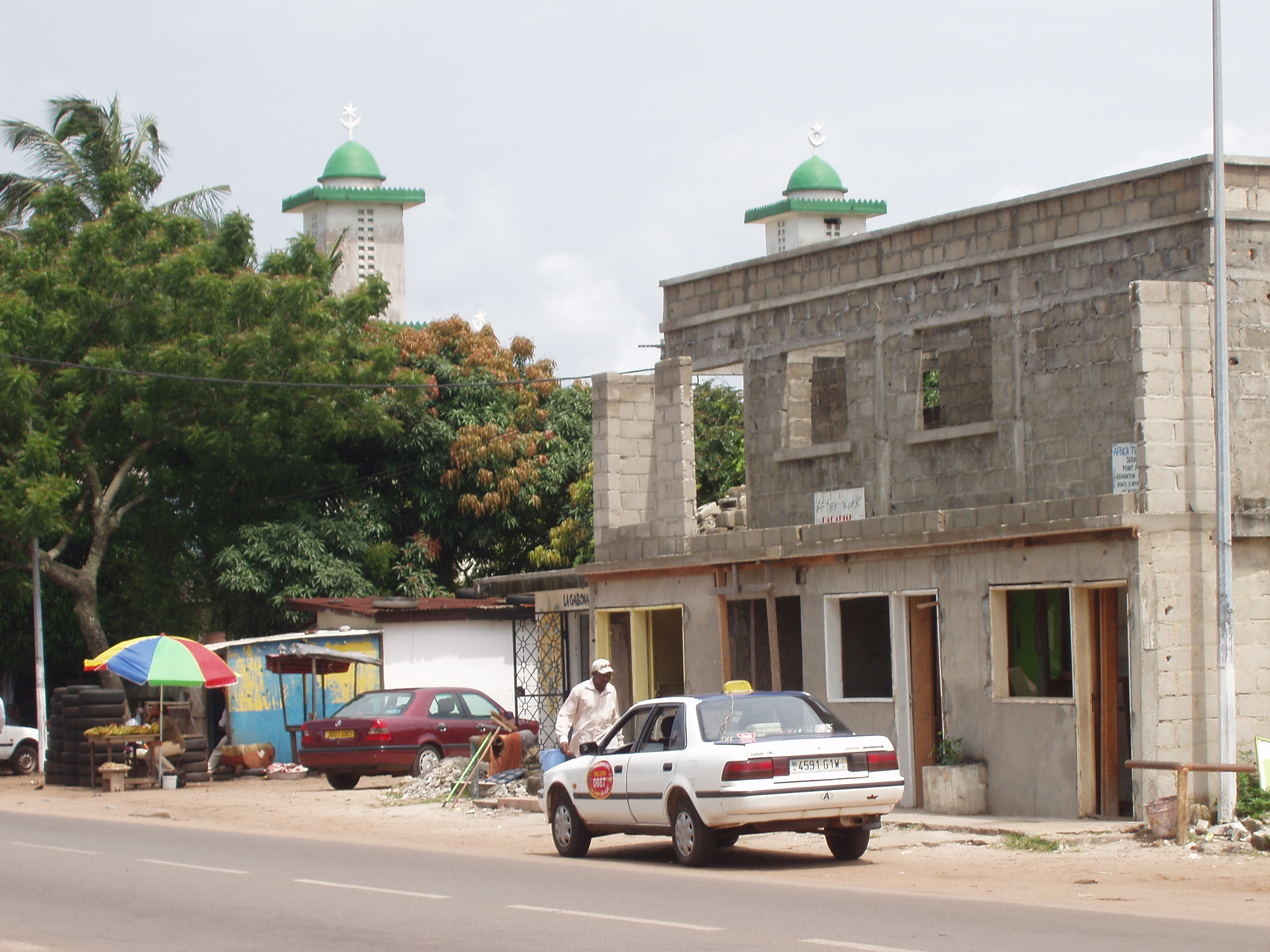
Мечеть в Порт-Жантиле

Большая часть населения Габона исповедует христианство (католичество и протестантизм), немало приверженцев традиционных верований верований, есть также общины мусульман и иудеев. Многие практикуют одновременно христианство и элементы местных культов.
Приблизительно 73 % населения в той или иной степени исповедуют христианство. 12 % являются приверженцами ислама (до 90 % из них иностранцы, проживающие в стране), 10 % последователи исключительно местных религиозных верований, 5 % не исповедуют никакой религии или являются атеистами. Интересно, что бывший президент Габона Омар Бонго принадлежал к мусульманскому меньшинству.
Согласно Конституции Габона, все граждане пользуются религиозной свободой, правительство в целом уважает религиозные права верующих.
В Габоне весьма активны иностранные миссионеры.